# Dogomar Martínez
Dogomar Martínez Casal (Montevideo, 30 de julio de 1929 - Ib., 7 de febrero de 2016) fue un boxeador uruguayo que brilló en las décadas de 1940 y 1950, primero como boxeador amateur y luego como profesional, retirándose a los 30 años. Representó a Uruguay en los Juegos Olímpicos de 1948. Especialistas en el tema lo consideran el mejor boxeador uruguayo de todos los tiempos.[cita requerida]

## Carrera boxística
Dogomar Martínez nació en el barrio de La Comercial de la ciudad de Montevideo, tercer hijo de inmigrantes españoles que llegaron a Uruguay en busca de un mejor futuro. Nació el 30 de julio de 1929. Cuenta la anécdota que cuando su padre lo fue a anotar dijo que su nombre sería: "Don Omar Martínez" pero a causa de su acento la persona encargada de hacer el trámite en el registro civil, entendió mal y lo apuntó como Dogomar.[cita requerida]

### Comienzos
Cuando tenía 12 años su hermano lo llevó al gimnasio a hacer ejercicio porque lo notaba muy debilucho. Aprendió a boxear con Francisco Constanzo en el American Texas de la calle Constitución esquina Miguelete, próximo al bar de sus padres en Justicia y Pagola. Al año había aumentado 21 kilos, peleó por primera vez a los 14 años y venció a su oponente por KO. A los 15 años se consagró Campeón Nacional, a los 16 era Campeón Rioplatense y a los 17 Campeón Sudamericano.[cita requerida]
Su debut como boxeador amateur fue el 8 de septiembre de 1944 ante Cándido Silva. Como amateur salió campeón 18 veces: 3 torneos Novicios, 4 torneos Ciudad de Montevideo, 3 torneos Nacionales, 4 torneos de Selección Rioplatense y 4 torneos latinoamericanos.

### Juegos Olímpicos de Londres
Con 18 años participó en los Juegos Olímpicos de Londres 1948 en la categoría de Peso mediano.
| Fase             | Fecha      | Oponente          | País    | Resultado |
| ---------------- | ---------- | ----------------- | ------- | --------- |
| Primera ronda    | 07-08-1948 | -                 | -       | bye       |
| Segunda ronda    | 11-08-1948 | Antoni Kolczyński | Polonia | decisión  |
| Cuartos de final | 11-08-1948 | Ivano Fontan      | Italia  | -         |

### Carrera profesional
El 16 de enero de 1951 se vuelve profesional enfrentando al boxeador uruguayo Domingo Arregui. A lo largo de su carrera realizó 57 combates, ganó 49 combates, 22 por nocaut, perdió 3 y sumó 5 empates.
Fue campeón sudamericano de medio pesados en 3 oportunidades. Solo lo derrotaron Archie Moore, el alemán Hans Stretz, que era el N° 1 del ranking mundial, y el brasileño Luiz Ignacio, cuando se enfrentaron por el título sudamericano en el año 1959. Además derrotó al famoso Kid Gavilán campeón mundial de la época en su gira sudamericana.
Varias de las peleas como profesional se llevaron a cabo en el Estadio Centenario y el Palacio Peñarol de la ciudad de Montevideo.

### Pelea frente a Archie Moore
Quizá la pelea más recordada de Dogomar Martínez es el combate frente a Archie Moore, el campeón mundial medio pesado estadounidense que en el Luna Park no pudo derrotar por nocaut al boxeador uruguayo que resistió los 10 asaltos pactados.[cita requerida]
Dogomar llegaba a esa pelea con un récord de 25 combates invicto. Dogomar debió engordar y luchar fuera de su categoría lo que le hizo sacrificar movilidad. Durante la pelea Dogomar cayó dos veces a la lona, y los golpes de Moore fueron una terrible paliza para el uruguayo, pero este resistió hasta el final, perdiendo el combate por puntos.[cita requerida]
Esa velada fue presenciada por Juan Domingo Perón y Eva Perón, y el estadio repleto de público. Durante esa época, las relaciones entre Uruguay y Argentina eran muy tensas. Las trabas de pasaportes, visados y aduanas se levantaron con motivo de esta pelea.[cita requerida]
A pesar de la derrota el público victoreó a Martínez como si hubiese ganado el combate. Al final del mismo Moore felicitó a Dogomar y Perón abrazó a ambos contendientes.[cita requerida]

### Retiro
Se retiró a los 30 años, el 9 de mayo de 1959, luego del combate contra el brasileño Luiz Ignacio, siendo campeón nacional y sudamericano.[cita requerida]

## Otras actividades
A partir del año 2006 participó como director técnico en el programa de la Presidencia de la República Knock out a las drogas. 
Durante la presidencia de Jorge Pacheco Areco ejerció como guardaespaldas presidencial.
En 2011 fue nombrado presidente honorario de la Federación Uruguaya de Boxeo.

## Fallecimiento
Tras varios días de internación en un nosocomio capitalino, el 7 de febrero de 2016 se comunica a la opinión pública su fallecimiento a sus 86 años.

## Distinciones
- El 16 de mayo de 2008 Dogomar Martínez fue nombrado Ciudadano Ilustre de la Ciudad de Montevideo por la Junta Departamental de Montevideo.
- El 29 de marzo de 2011 fue nombrado presidente ad honorem de la Federación Uruguaya de Boxeo.

- El Gimnasio de Boxeo del Club Atlético Goes (uno de los mejores del país) lleva el nombre de : Knockout a las Drogas - Dogomar Martínez.